# أمامة بنت أبي العاص بن الربيع
أمامة بنت أبي العاص بن الربيع، إحدى حفيدات الرسول محمد، ولدت لأكبر بناته زينب، أبوها وابن خالة أمّها هو أبو العاص بن الربيع، وقد كان الرسول محمد يحبّها ويحملها على عاتقه وهو يُصلّي.

## النسب
هي  أُمَامَة بنت أبي العاص بن الربيع بن عبد العُزَّى بن عبد شمس بن عبد مناف بن قُصَي. 
وأمها هي زينب بنت رسول الله صلى الله عليه وسلم. وهي أوَّل أسباط رسول الله صلى الله عليه وسلم، وجدَّتها لأمِّها هي خديجة بنت خويلد.
وقد كان أبوها أبو العاص بن الربيع الأموي صهر رسول الله صلى الله عليه وسلم أحد رجال مكة المعدودين بمحاسن المكارم، وكان يُقال له الأمين؛ إذ عُرِف باستقامته في تجارته لقريش، وأداء الحقوق لأصحابها، وقد كان أبو العاص مواخيًا مصافيًا لرسول الله صلى الله عليه وسلم، وكان يُكثر من زيارته في منزله، وقد أثنى عليه الرسول صلى الله عليه وسلم أمام أصحابه الكرام وقال صلى الله عليه وسلم: «حَدَّثَنِي فَصَدَقَنِي، وَوَعَدَنِي فَأَوْفَى لِي»

## حياتها
ولدت أمامة في حياة النبي محمد، تُوفيت أمّها وهي صغيرة عام 8 هـ، لتعيش بكفالة جدّها النبي محمد الذي أحبّها كثيرًا، وكان يخصّها بالهدايا، فقد روت عائشة بنت أبي بكر: «أن رسول الله صلى الله عليه وسلم أُهْدِيَتْ لَهُ هَدِيَّةٌ فِيهَا قِلادَةٌ مِنْ جَزْعٍ، فَقَالَ: لأَدْفَعَنَّهَا إِلَى أَحَبِّ أَهْلِي إِلَيَّ. فَقَالَ النِّسَاءُ: ذَهَبَتْ بِهَا ابْنَةُ أَبِي قُحَافَةَ. فَدَعَا رسول الله صلى الله عليه وسلم أمامة بِنْتُ زَيْنَبَ فَأَعْلَقَهَا فِي عُنُقِهَا».
وقد كان أبوها قبيل وفاته عام 12 هـ قد أوصى أن يتزوّجها الزبير بن العوام، إلا أنّ خالتها السيِّدة فاطمة أوصت زوجها علي بن أبي طالب رضي الله عنه أن يتزوَّج أمامة بعد وفاتها، فتزوَّجها علي بن أبي طالب رضي الله عنه بعد فاطمة، 
وكان علي بن أبي طالب رضي الله عنه قد أمر المغيرة بن نوفل بن الحارث بن عبد المطلب أن يتزوَّج أُمامة بنت أبي العاص بن الربيع رضي الله عنهم زوجته بعده، لأنَّه خاف أن يتزوَّجها معاوية رضي الله عنه، فتزوجها المغيرة، فولدت له يحيى، وبه كان يُكنَّى، وتوفيت عند المغيرة، وقد قيل: إنَّها لم تلد لعلي ولا للمغيرة، وكذلك قال الزبير: إنَّها لم تلد للمغيرة بن نوفل. قال: وليس لزينب عَقِب

ويعتقد ابن الأثير: إنها لم تلد لعلي ولا للمغيرة، وليس لزينب بنت الرسول ولا لرقية ولا لأم كلثوم عقب، وإنما العقب لفاطمة فحسب.

## الابناء
- يحيى بن المغيرة بن نوفل بن الحارث الهاشمي : شقيقه من ابيه هو عبد الملك بن المغيرة، (وهو ليس يحيى بن المغيرة بن عبد الرحمن بن الحارث بن هشام المخزومي)